# Synagoge (Moncalvo)

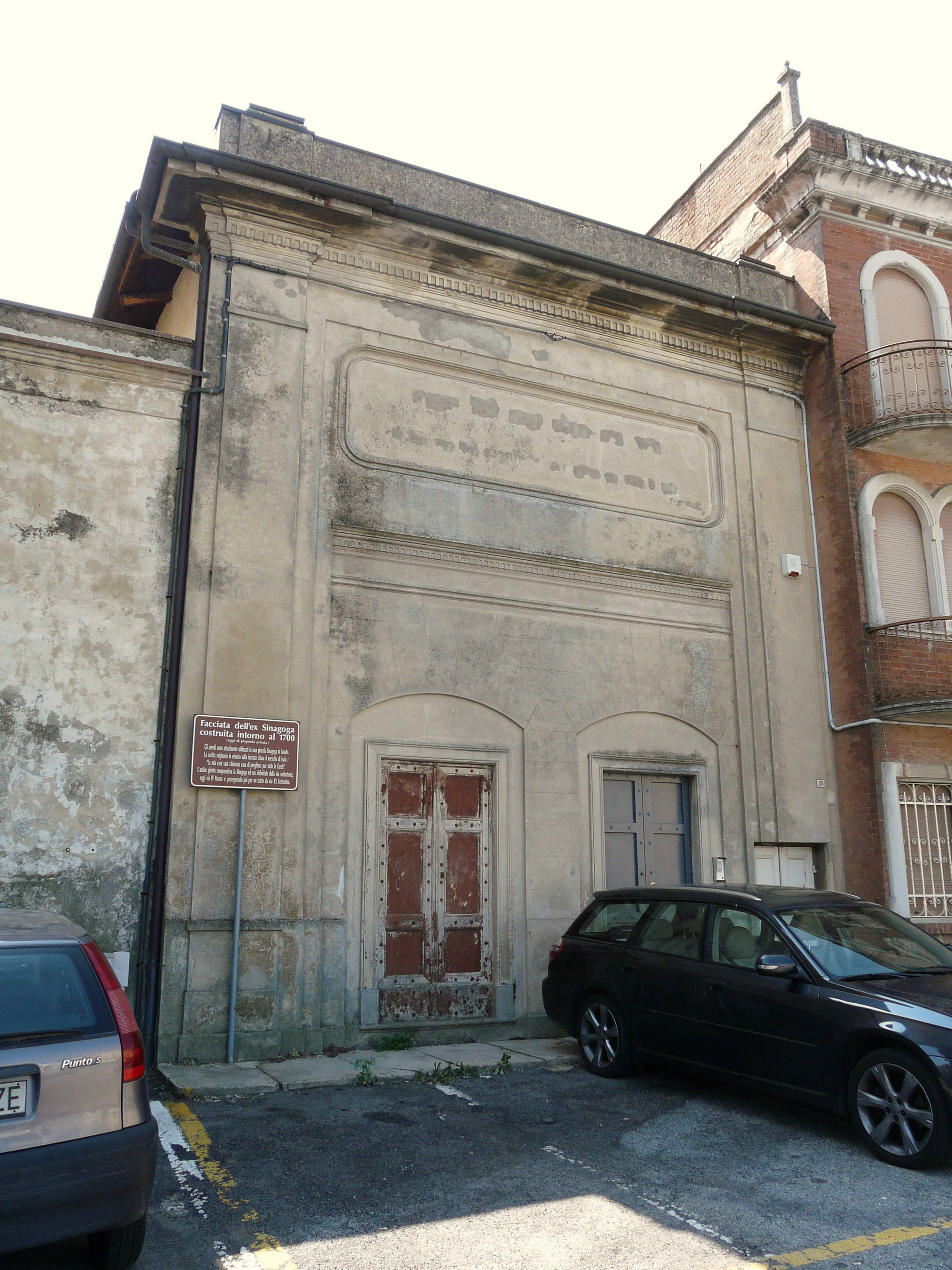
Synagoge in Moncalvo (vor der Fassadenrenovierung)

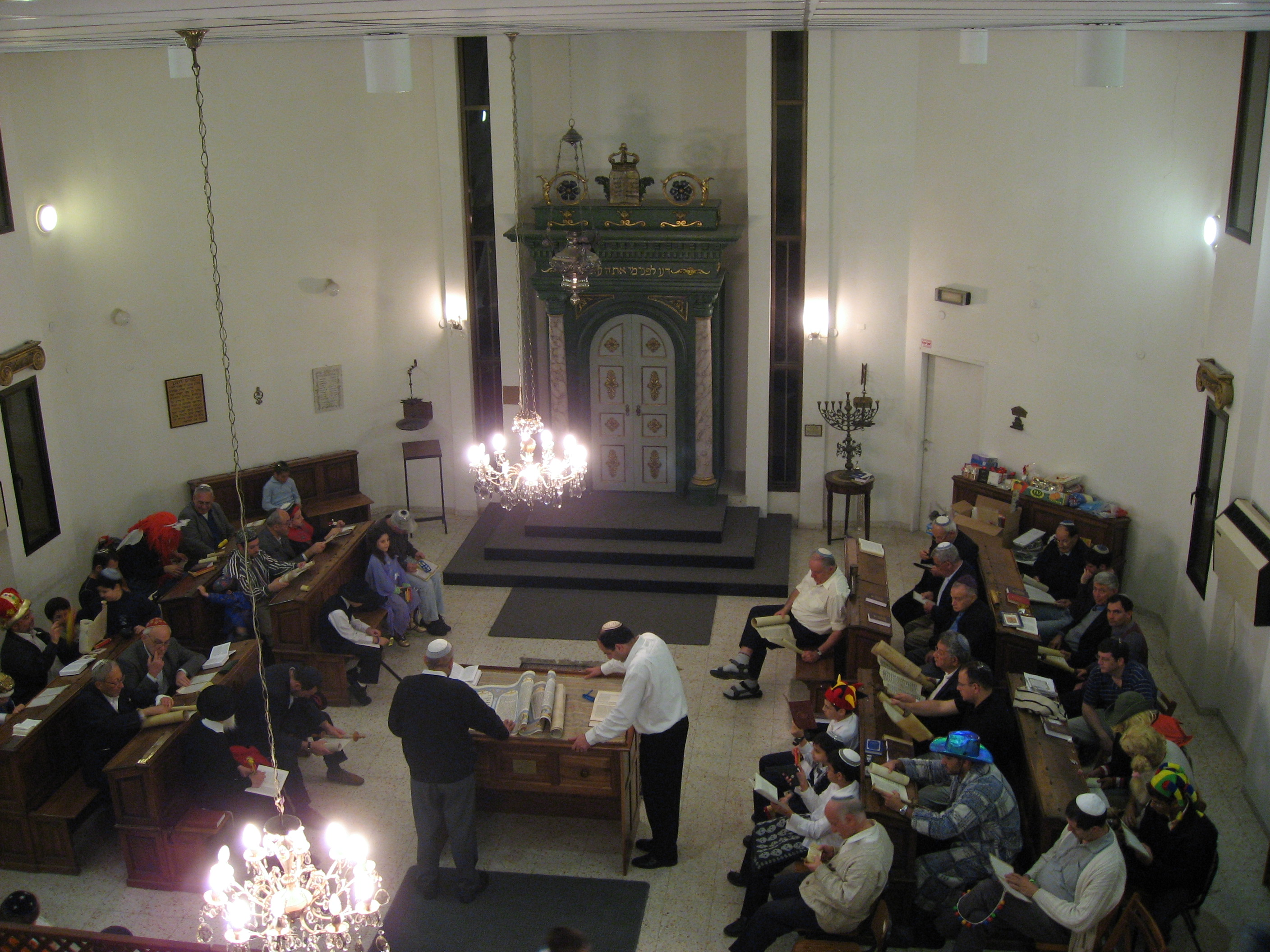
Ramat Gan: Obadja-Bertinoro-Synagoge mit Toraschrein aus Moncalvo, 2007

Die Synagoge in Moncalvo, einer Stadt in der norditalienischen Region Piemont, wurde 1732 errichtet. Die profanierte Synagoge befindet sich an der Piazza Carlo Alberto, am Rande des ehemaligen jüdischen Ghettos.
Die ehemalige Synagoge wurde, da die jüdische Gemeinde während des Zweiten Weltkriegs durch die Verfolgung ihrer Mitglieder vernichtet wurde, 1951 in ein Lagerhaus umgewandelt.
Die Einrichtungsstücke wurden geborgen. Der Toraschrein wurde 1952 an die neue Obadja-Bertinoro-Synagoge in Ramat Gan übergeben, wie auch Intérieur aus zwölf weiteren, verwaisten Synagogen Italiens an neue jüdischen Gemeinden in Israel gingen, die in dessen kargen Anfangsjahren für die Zierde ihrer Betstätten kaum etwas erübrigen konnten.